# Diócesis de Risan
La diócesis de Risan, de Risinium o de Risano (en latín: Dioecesis Risinitana y en italiano: Diocesi di Risano) fue una circunscripción eclesiástica de la Iglesia católica en Montenegro. Se trataba de una diócesis latina, sufragánea de la arquidiócesis de Ragusa de Dalmacia. Fue suprimida en 1536 y restaurada como diócesis titular en 1933 con el nombre de diócesis de Risinium. Desde el 28 de noviembre de 2001 su obispo titular es Gáspár Ladocsi.

## Territorio y organización
La diócesis extendía su jurisdicción sobre los fieles católicos de rito latino residentes en parte de la costa del mar Adriático en la actual Montenegro.
La sede de la diócesis se encontraba en la ciudad de Risan.

## Historia
La historia de la diócesis es incierta, y también se confunde con la de otras sedes que tenían nombres similares.
Para el período antiguo, se conoce la existencia de un solo obispo, Sebastiano, mencionado en dos cartas de Gregorio Magno de 591 y 595. Sin embargo, la atribución de este obispo a Risan es objeto de debate, debido a las diferentes variantes presentes en los manuscritos de las cartas del papa, que llevan a los autores a atribuirlo, con más seguridad, a la diócesis de Sirmio.
Probablemente la serie episcopal se interrumpió, ya que solo se encontraron rastros de una sede episcopal de Risan en 1062, cuando fue incluida entre las sufragáneas de la arquidiócesis de Antivari. Poco después, pasó a formar parte de la provincia eclesiástica de la arquidiócesis de Ragusa (hoy diócesis de Dubrovnik).
En el siglo XV los obispos residían en Castelnuovo di Cattaro (actual Herceg Novi).
La sede decayó con la dominación otomana, de la que solo se salvó el título. El territorio se unió a la diócesis de Kotor. La fecha a partir de la cual los obispos de Risan deben considerarse titulares es incierta, pero se puede situar como máximo a mediados del siglo XV.

### Diócesis titular
Desde 1933 Risan figura entre las sedes episcopales titulares de la Iglesia católica como diócesis de Risinium. Desde el 28 de noviembre de 2001 su obispo titular es Gáspár Ladocsi, obispo auxiliar emérito de Estrigonia-Budapest.

## Episcopologio
- Sebastiano ? † (antes de 591-después de 595)
- Michele, O.E.S.A. † (circa 1271-?)
- Davide da Ginevra, O.E.S.A. † (antes de 1327-después de 1349)
- Nicola, O.F.M. † (?-circa 1350 falleció)
- Doimo, O.F.M. † (28 de marzo de 1351-25 de octubre de 1352 nombrado obispo de Cattaro)
- Cesario † (?-1355)
- Dionigi † (?-1400 nombrado obispo de Cattaro)
- Andrea † (1400-?)
- Enrico de Tolnis, O.Carm. † (16 de junio de 1400-?)
- Costantino Clementi, O.F.M. † (9 de julio de 1423-?)
- Egidio Byedborch, O.Carm. † (29 de noviembre de 1428-?)
- Antun Bogdanović † (12 de abril de 1434-?)
- Giovanni da Montemartino, O.F.M. † (1 de septiembre de 1434-?)
- Dionisio Stefani, O.Carm. † (17 de octubre de 1436-?)
- Giovanni Mattei, O.Carm. † (12 de enero de 1453-? falleció)
- Heinrich Hopfgarten, O.E.S.A. † (21 de noviembre de 1455-24 de marzo de 1460 falleció)
- Daniele † (10 de diciembre de 1470-? falleció)
- Raphael † (16 de febrero de 1487-?)
- Adriano de Arnoldis, O.Carm. † (18 de septiembre de 1518-?)
- Antonio Pasquali, O.F.M.Conv. † (12 de octubre de 1520-?)
- Miguel de Sanguesa, O.Cist. † (29 de abril de 1537-?)
- André Tissier, O.F.M † (4 de marzo de 1551-?)
- György Zalatnaki † (4 de marzo de 1551-20 de diciembre de 1600 nombrado obispo de Pécs)
- Alfonso de Requeséns Fenollet, O.F.M. † (30 de agosto de 1610-6 de octubre de 1625 nombrado obispo de Barbastro)
- Vincenzo Zucconi † (30 de agosto de 1627-?)

### Obispos titulares
- Ubald Langlois, O.M.I. † (30 de marzo de 1938-18 de septiembre de 1953 falleció)
- Alphonse-Célestin-Basile Baud, O.F.M.Cap. † (10 de abril de 1954-14 de septiembre de 1955 nombrado obispo de Berbérati)
- Raúl Zambrano Camader † (29 de diciembre de 1956-26 de abril de 1962 nombrado obispo de Facatativá)
- Charles Borromeo McLaughlin † (13 de enero de 1964-2 de mayo de 1968 nombrado obispo de San Petersburgo)
- Paolo Botto † (2 de mayo de 1969-3 de diciembre de 1970 renunció)
- Reginaldo Giuseppe Maria Addazi, O.P. † (3 de julio de 1971-7 de febrero de 1975 falleció)
- Giovanni Pes † (25 de abril de 1975-23 de mayo de 1979 nombrado obispo de Alguer-Bosa)
- Władysław Ziółek (12 de marzo de 1980-24 de enero de 1986 nombrado obispo de Lodz)
- Abraham Escudero Montoya † (22 de mayo de 1986-30 de abril de 1990 nombrado obispo de Espinal)
- John Richard McNamara † (14 de abril de 1992-16 de abril de 2001 falleció)
- Gáspár Ladocsi, desde el 28 de noviembre de 2001